# Lijst van vlaggen van Zimbabwaanse gemeenten
Dit artikel bevat een lijst van vlaggen van Zimbabwaanse gemeenten. Vanwege het (potentieel) grote aantal, worden ze hier niet getoond. Dit lijst toont alleen vlaggen van plaatsen met meer dan 20.000 inwoners.

Beitbridge
Bindura
Bulawayo
Chegutu
Chinhoyi
Chipinge
Chiredzi
Chitungwiza
Epworth
Gokwe
Gwanda
Gweru
Harare
Hwange
Kadoma
Kariba
Karoi
Kwekwe
Marondera
Masvingo
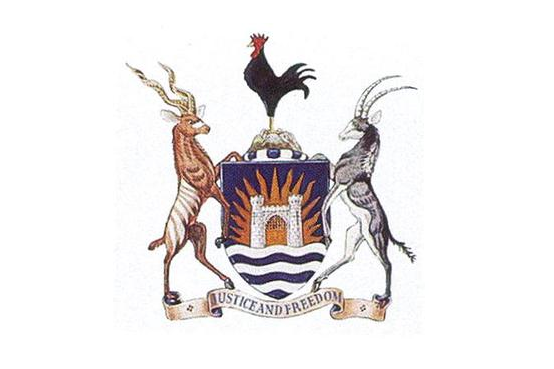
Mutare
Norton
Redcliff
Rusape
Ruwa
Shurugwi
Victoria Falls
Zvishavane

Andorra · Armenië · België · Bosnië en Herzegovina · Brazilië · Bulgarije · Canada · Chili · Colombia · Costa Rica · Denemarken · Duitsland · El Salvador · Estland · Frankrijk · Georgië · Indonesië · Italië · Kroatië · Letland · Liechtenstein · Litouwen · Luxemburg · Malta · Mexico · Montenegro · Nederland · Noord-Macedonië · Noorwegen · Oekraïne · Oostenrijk · Polen · Portugal · Roemenië · Rusland · San Marino · Servië · Slowakije · Spanje · Tsjechië · Venezuela · Verenigd Koninkrijk · Verenigde Staten · Wit-Rusland · Zimbabwe · Zwitserland
Historisch: België · Nederland
Zie ook: Vlaggenlijsten (per land) · Vlaggen van afhankelijke gebieden · Vlaggen van subnationale entiteiten (per land) · Lijst van vlaggen van hoofdsteden